# Henrique IV de França
Henrique IV (em francês: Henri de Bourbon; Pau, 13 de dezembro de 1553 – Paris, 14 de maio de 1610), também conhecido como "o Bom Rei Henrique", foi o Rei de Navarra como Henrique III de 1572 até sua morte, e também Rei da França a partir de 1589. Era filho de António de Bourbon, Duque de Vendôme e Joana III de Navarra, sendo o primeiro monarca francês da Casa de Bourbon.

## Dados biográficos iniciais
Em 1589, quando morreu o seu primo e cunhado Henrique III de Valois, rei de França, Henrique de Bourbon, então rei da Navarra, do ramo Vendôme dos Bourbon, tornou-se Henrique IV e levou a sua Casa ao trono francês. A dinastia foi continuada no seu filho Luís XIII, que teve por sua vez dois filhos: o delfim Luís e Filipe. A Filipe foi dado o ducado d'Orléans em 1661, sendo esse o ancestral da Casa d'Orleães. O delfim Luís tornou-se o rei Luís XIV de França.
Henrique IV reinou a partir de 1589. Como protestante, esteve envolvido nas Guerras religiosas na França antes de subir ao trono. Para conseguir o apoio que lhe permitisse tornar-se rei, converteu-se ao catolicismo e assinou o Édito de Nantes, que concedia liberdades religiosas aos protestantes e que na prática acabou com a guerra civil.
Foi um rei dos mais populares (durante seu reinado e depois), mostrando preocupação pelo bem-estar económico dos seus súbditos, e também fazendo mostras de uma tolerância religiosa pouco comum no seu tempo. Foi assassinado por um homem com perturbações mentais, o fanático católico François Ravaillac. Em França, Henrique IV foi chamado, informalmente, de le bon roi Henri (em francês: o bom rei Henrique).

## Infância e adolescência

Massacre da noite de São Bartolomeu

Nasceu no castelo de Pau em 13 de dezembro de 1553 e morreu numa sexta-feira, dia 14 de maio de 1610. Depois de 17 atentados, foi assassinado em Paris, sepultado na Basílica de Saint-Denis. O culpado foi François Ravaillac (esquartejado no dia 27 de maio do mesmo ano), que o apunhalou às 4 horas da tarde diante do número 11 da rua da Ferronnerie. O vitorioso assassino disse o motivo: A fin qu’il ne fasse pas la guerre au Pape, ou seja, para que não faça guerra ao papa. Consta que Ravaillac fez tantas e tão misteriosas confissões que foi destruído o processo inteiro.
É chamado o grande por ter restaurado a prosperidade da França após 30 anos de guerra. E Le vert-galant, por suas ligações com as mulheres mais belas da época.
O seu avô ameaçou deserdar a sua mãe, Joana d´Albret, caso o neto nascesse em Paris, como desejava o pai. Descendia de Luís IX pelo pai e da irmã de Francisco I pela mãe. A sua infância durou os oito anos em que viveu no Béarn, confiado a uma família local, entre pastores, nascendo a lenda do bom rei popular.
Em 1557, foi enviado para a corte dos Valois em Amiens. Em 1561, o pai António de Bourbon (1512-1562) duque de Vendôme e rei de Navarra, fe-lo entrar no Colégio de Navarra, em Paris. Na corte dos Valois, cresceu com meninos de sua idade, o futuro rei Carlos IX, seus dois irmãos Francisco Hércules e Henrique, futuro Henrique III, e com Henrique de Guise. Catarina de Médici o reteve na corte e sua mãe não o pode fazer voltar para retomar a sua educação protestante. Suas qualidades eram ser um homem de guerra completo, excelente diplomata, realista, clarividente, seguro. Apreciado pela eficácia com que dirigia os seus homens, sabia mostrar-se flexível, transigente, em época de fanatismo religioso tanto por parte de católicos quanto de protestantes.

## Rei de Navarra
O pai morreu em 1562, ainda hesitante entre católicos e protestantes, em Rouen (por conta de Carlos IX), onde estava para retomar a cidade aos protestantes.
Em 1566 sua mãe, a muito enérgica Joana, Rainha de Navarra, conseguiu raptá-lo e guardá-lo em Bearn, a sua terra natal. Catarina de Médici tinha organizado um giro pela França, para apresentar Carlos IX às cidades da província. Distinguiu-se na Batalha de Arnay-le-Duc, na Borgonha, em 1569. Henrique figurou resolutamente do lado da mãe, aos 17 anos, como figura representativa dos huguenotes, signatário da confissão de la Rochelle 1571, texto fundador da religião reformada.
Foi rei de Navarra como Henrique III a partir de 9 de junho de 1572. Seus títulos eram: Conde de Foix, Duque de Albret, Duque de Vendôme 1562-1589. Eram seus títulos: conde de Viane, Príncipe do Béarn, duque de Bourbon, 1562. Conde de Dreux, de Gause, de Bigorra, do Périgord, de Rodez, de Armagnac, do Perche, de Fézensac, de L'Isle-Jourdain, de Porhoët, de Pardiac, Visconde de Dax, de Tartas, de Maremne, de Limoges, de Béarn, de Fézenzaguet, de Lomagne, de Brulhois, d'Auvillars; Barão de Castelnau, de Caussade, de Montmiral; senhor de Nérac, de La Flêche, de Bauzé 1572-1589.
Gaspar II de Coligny, líder dos protestantes desde a morte de Luís I, príncipe de Condé, na batalha de Jarnac em 1570, recebeu-o em Jarnac. Em 1571, Henrique era já considerado o chefe do partido calvinista. Sua mãe, Joana, morreu em Paris, em 1572, suspeita-se que envenenada, pois ia-se preparar para reatar a ligação com a França e estava negociando o casamento de Henrique com a filha de Catarina de Médici, Margarida de Valois, afilhada de sua própria mãe, Margarida de Angoulême.
Assim, em 1572, tornou-se Henrique III da Navarra. Os seus territórios eram o Béarn, a Navarra francesa (pois Castela anexara em 1512 a Navarra espanhola), os condados de Foix, Dreux, Armagnac, Bigorre, Perigord, o senhorio de Albret, o Vermandois e os ducados de Vendôme e Beaumont.
Em 24 de agosto de 1572, realizou-se o seu casamento com Margarida de Valois, irmã de Carlos IX e filha de Catarina de Médici, apelidada la reine Margot. Deveria simbolizar a união nacional e parece que a noiva teve sua cabeça empurrada para baixo pelo seu irmão Carlos IX, para constar que assentia aos votos nupciais. A noite do casamento tornou-se numa ocasião única de fazer só em Paris três mil vítimas protestantes, no famoso Massacre da noite de São Bartolomeu. Depois da sua conversão forçada ao catolicismo, Henrique assistiu ao suplício de protestantes e ficou durante quatro anos numa prisão dourada, vivendo retido na corte. Após a morte do cunhado Carlos IX, conseguiu evadir-se, renegar sua abjuração e reassumir a posição de chefe político e militar do partido huguenote. Escapou em fevereiro de 1576 aproveitando-se de uma caçada na floresta de St. Denis, retornou aos huguenotes, abjurou, e tomou o comando dos exércitos protestantes. Pelo tratado de Beaulieu, obteve o governo da Aquitânia.
Acabou por reconciliar-se politicamente com o outro cunhado Henrique III de França, que temia o poder da Liga Católica dirigida por Henrique de Guise, e que o reconheceu como seu herdeiro.
Tomou em 1577 Marmande e La Reole (tratado de Bergerac, 1577) sendo quase preso em Eauze, em 1577. Lutará contra os católicos muitos anos, alternando derrotas e estéreis vitórias. Em 1577, esta vitória sobre o exército real em Coutras foi importante. Tomou Cahors em 1580; houve negociações entre combates, mas a paz de Nerac e depois a de Fleix não perduraram.
A sua posição nas lutas pelo trono francês foi decisivamente alterada em 1584, quando morre o Francisco, Duque de Anjou, irmão mais novo e herdeiro de Henrique III. A partir daí, Henrique de Navarra foi o herdeiro presuntivo do reino. O papa Sisto V o excomungou em 1585. Excluído do trono pelo Tratado de Nemours (1585), começou a guerra dos três Henriques: Henrique de Navarra, Henrique III e Henrique de Guise enfrentam-se de 1586 a 1589. Henrique derrotou Anne, Duque de Joyeuse. Mas Henrique III, que não queria se tornar refém da Liga Católica comandada pelos Guise, se aproximava cada vez mais dele. Em 1589, o rei Henrique III mandou assassinar o Duque de Guise e resolveu encontrar o "da Navarra", ou "o Bearnês", em Plessis les Tours em abril de 1590.
O povo aclamou os dois, os reis entram de acordo para reconquistar a parte do reino que caíra nas mãos da Liga Católica, sobretudo Paris, de onde o rei fora expulso no ano anterior. Henrique III, porém, o último dos Valois, entretanto, não pode aproveitar do sucesso diplomático e meses depois será assassinado por um monge fanático.
Henrique IV foi então o novo rei francês, o primeiro da linhagem dos Bourbon, mas pouco importa: a maior parte dos franceses não o reconheceu e a liga aliou-se ao rei da Espanha Filipe II.

## Rei de França
Em 1589, tornou-se o Rei da França, mas apenas nominalmente. A Liga Católica, com o apoio externo, sobretudo de Espanha, tinha influência suficiente para o obrigar a recuar para o sul. Viu-se obrigado a reconquistar território pela força militar. A liga proclamou o tio católico de Henrique, o Cardeal de Bourbon, como Carlos X, mas o próprio cardeal era um prisioneiro de Henrique. Após a morte do velho cardeal em 1590, a liga não conseguiu chegar a acordo sobre um novo candidato. Enquanto alguns apoiaram vários candidatos de fachada, o candidato mais forte era provavelmente a infanta Isabel Clara Eugénia, a filha de Filipe II de Espanha, cuja mãe, Isabel de Valois, fora a primogênita de Henrique II de França. A sua candidatura foi nefasta para a Liga, suspeita de ser agente dos interesses espanhóis. De qualquer forma, Henrique ainda não conseguia tomar Paris.

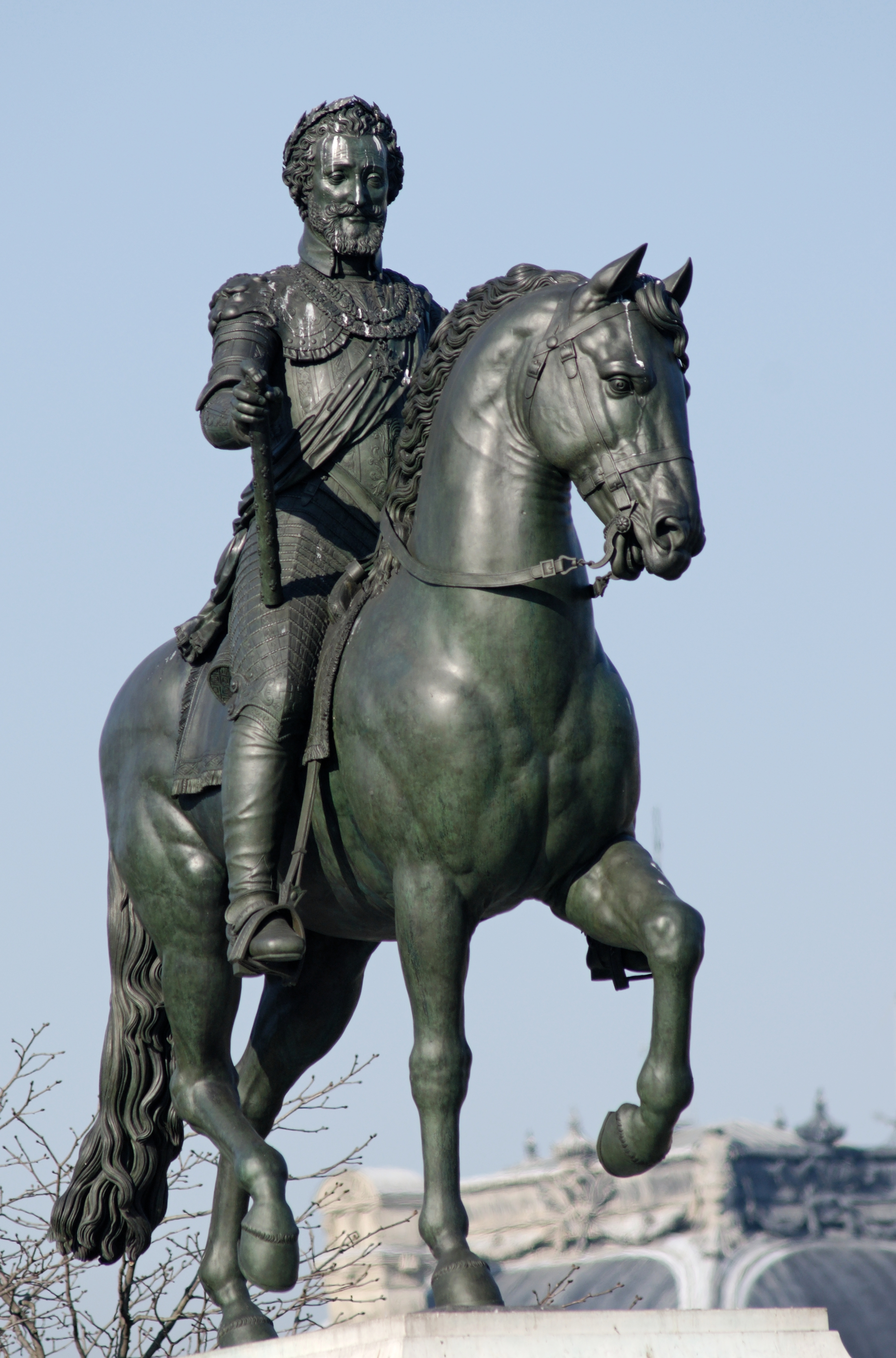
Estátua de Henrique IV em Pont Neuf

Henrique derrotou Mayenne (novo chefe da liga depois do assassinato de Guise), em Arques  em 1589, de novo em Ivry em 1590, sem conseguir recuperar Paris, abastecida pelos espanhóis apesar de um sítio que fez 45 mil vítimas do povo. Henrique converteu-se então pela segunda vez ao catolicismo, tendo entendido que a maior parte do povo não o aceitaria se fosse protestante. Com o apoio de sua amante Gabrielle d'Estrées, a 25 de julho de 1593 Henrique declarou: Paris vaut bien une messe. ("Paris vale bem uma missa") e renunciou ao protestantismo. Ao converter-se, conseguiu assegurar o apoio da vasta maioria dos seus súbditos católicos.
Rei de França em 2 de agosto de 1589, só foi coroado em 7 de fevereiro de 1594 na Catedral de Chartres e mesmo assim o governador de Reims recusou-se a permitir que a cerimônia tivesse lugar na catedral onde tradicionalmente era coroado o rei, desde Clóvis). Ao mesmo tempo recebeu títulos das ordens honoríficas francesas, sendo 9º chefe e soberano da Ordem de São Miguel e 2.º chefe e soberano grão-mestre da Ordem e Milícia do Espírito Santo.
Entrou em Paris em março de 1594, expulsando os espanhóis. Comprou a adesão dos chefes da Liga Católica, entre eles Mayenne, com dinheiro dos impostos. Já em 1594 um tal Jean Chatel tentou assassiná-lo. Tem a sabedoria de não buscar vingança mas até 1598 é necessário combater a Liga e Filipe II (vitórias de Fontaine-Française em 1595; Amiens em 1597; Bretanha, em 1598).
Pelo Tratado de Vervins (1598) conclui-se a paz entre França e a Espanha.
No domínio religioso, em 1598 o Édito de Nantes confirmou o catolicismo como religião de Estado. Garantia aos huguenotes várias praças fortificadas (places de sûreté) onde seria livre o exercício do culto reformado — pequenas concessões, mas inusitadas para a época. O acontecimento levaria Voltaire, no século XVIII, a escrever um poema épico (a Henríada) em que o exaltava como déspota esclarecido. No século XX, o escritor alemão Heinrich Mann, durante o seu exílio, fugindo ao nazismo, escreveu uma biografia romanceada de Henrique IV em dois volumes, na qual o rei surge como uma espécie de corporificação da ideia de liberdade individual e do espírito democrático.
A França estava com a economia destroçada após muitas décadas de governos fracos e guerras civis e com potências estrangeiras. Desde o reinado de Francisco I o país enfrentava esse quadro de degradação de suas finanças e ordem interna. Para o controle das finanças do país ele chamou para ministro o seu amigo de longa data e braço direito, o Duque de Sully, adepto das cada vez mais influentes ideias mercantilistas, de formação de um mercado interno e de protecionismo contra a concorrência externa. A melhoria da situação da agricultura e manufatura francesas e a racionalização da colecta de impostos possibilitou o país acumular no tesouro real grandes somas, ao contrário de sua posição deficitária anterior. Estradas e pontes foram reconstruídas e a circulação de mercadorias para o mercado interno se normalizou. O crescimento econômico e o retorno da paz provocou o incremento do padrão de vida da população. Por conta disso, na tradição popular, Henrique IV é visto como um bom rei. Dizia-se que um de seus anseios era que cada família francesa tivesse uma galinha na panela. Além do desenvolvimento do mercantilismo, o Duque de Sully auxiliou a Henrique IV também na construção de fortalezas e na reformulação das forças armadas.
Tomou medidas duras contra os duelos entre os filhos da nobreza, que provocavam a morte de milhares todos os anos. Esse tipo de disputa havia se tornado uma febre no país logo após o fim dos distúrbios. E, ao contrário dos duelos do século XIX, praticamente era certa a morte de um dos contendores.
Henrique IV tivera ainda como amantes, além de Gabrielle d'Estrées, a abadessa de Longchamps Catherine de Verdun, e Claude de Beauvilliers, as quais costumava receber no castelo de Madrid, no Bois de Boulogne. Amavam-no talvez mais pela sua posição e riqueza, mas o rei era indiferente a isto. Educava os filhos, legítimos e bastardos, juntos em Fontainebleau e dava-lhes a atenção negada pela rainha. Fazia Luís assistir aos conselhos reais e a recepção dos embaixadores estrangeiros.

## Regência da viúva Maria de Médici
Maria de Médici fora antes nomeada regente, com conselho de 15 pessoas, quando Henrique IV, em março de 1610, preparava-se para conduzir uma expedição contra a alemães, espanhóis e imperiais. Cedendo à sua insistência, Henrique a fez coroar rainha.
Duas horas depois de seu assassinato em 14 de maio de 1610, o duque de Epernon foi ao parlamento e conseguiu que Maria fosse declarada regente, pois Luís XIII não tinha ainda nove anos. A política de Henrique IV, que teria lutado cada vez mais para assegurar alianças com os estados protestantes, foi substituída por uma política católica, visando à aliança espanhola.
O primeiro ato seria o noivado de Luís XIII com a infanta Ana de Áustria, e de Isabel de Valois com Filipe II. Cresceu a agitação entre os príncipes e os protestantes. A Assembleia dos Estados Gerais, convocada pela regente em 1614, como concessão aos príncipes, foi a última tentativa da velha monarquia para associar representantes da nação ao governo nacional, tentativa mal sucedida.
Finalmente, desafiando Condé e os protestantes, Luís XIII casou com Ana de Áustria em 28 de novembro de 1615, e a revolta dos príncipes, seguindo-se à prisão de Condé em 1 de setembro de 1616, fez com que a regente chamasse para seu conselho Richelieu, Bispo de Luçon, como ministro de guerra. A opinião pública detestava a influência que Maria de Médici permitira à sua dama de companhia Leonora Galigaï e a seu marido florentino Concini, o marechal de Ancre, que seria assassinado em 24 de abril de 1617. A partir de então, predominou a influência de Alberto de Luynes, favorito do jovem rei. Maria de Médici foi obrigada a abandonar Paris em 2 de maio de 1617, e apenas por intervenção de Richelieu obteve permissão para se estabelecer em Blois.

## Casamentos
Casou no Palácio do Louvre no domingo, 18 de agosto de 1572 (separando-se dela em 1578 e anulando o casamento em 10 de novembro de 1599 por direito, vendo-o anulado pela Santa Sé em 17 de dezembro de 1599) com Margarida de Valois (nascida em St.Germain-en-Laye em 14 de maio de 1553 e morta em 27 de março de 1615 em Paris, sepultada na Basílica de Saint-Denis), Rainha de Navarra chamada de La Reine Margot. Foi duquesa de Valois, de Senlis, de Etampes, condessa de Marle, de Agen, de Rouergue, de Auvergne, viscondessa de Carlat. Era filha do rei Henrique II e de Catarina de Médici, irmã de Francisco II, Carlos IX, e de Henrique III de Valois sem posteridade. Ela foi encerrada em 1587 no castelo de Usson, vizinho de Issoire.
Após a morte de Gabrielle d'Estrées, com a qual considerou realizar um casamento que a época teria como desigual — casou-se por contrato em 26 de abril de 1600 e por procuração em Florença em 5 de outubro e em pessoa em Lyon em 17 de dezembro de 1600 com Maria de Médici e teve os sonhados descendentes. Maria nascera em Florença 26 de abril de 1573 e morreu na Alemanha, em Colônia, exilada pelo filho, em 3 de julho de 1642 estando sepultada na Basílica de Saint-Denis. Era princesa da Toscana, filha de Francisco I (1541-87) o Grande, em 1574 Grão-Duque da Toscana e de sua mulher desde 1565 Joana de Áustria ou Habsburgo (1547-78), Arquiduquesa da Áustria, Regente, filha do imperador Fernando I (1503-64) e de Ana Jaguelão, e irmã do imperador Maximiliano II (1527-76). Francisco era irmão de Fernando I (1549-1609), Grão-Duque em 1587, pai de Cosme II (1590-1621) Grão-Duque em 1609.
Depois do assassinato do rei Henrique IV em 1610, Concini tornou-se favorito da rainha regente: Concino Concini (?-1617), Barão de Lussigny, Marquês de Ancre, era um aventureiro florentino vindo a França com ela em 1600; em 1614 seria feito marechal de França sem jamais ter visto de perto uma guerra, imensamente pródigo, gastando enormes somas na decoração de seus palácios, odiado pela nobreza e pelo povo, que extinguiu uma rebelião em 1616 mas foi assassinado no Louvre noutra. A sua viúva foi executada a seguir como feiticeira.

## Assassinato

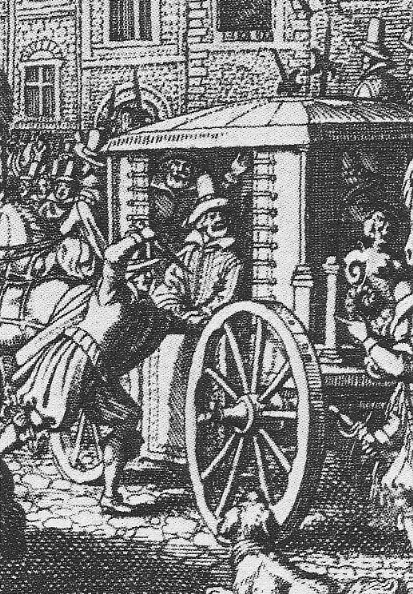
Assassinato de Henrique IV

François Ravaillac (Touvre, Charente 1578-1610 Paris), professor e depois irmão converso num convento de feuillants, assassinou o rei, que preparava a ruptura com a Casa da Áustria. Depois de confessar-se, o regicida seguiu a carruagem real que ia para o Arsenal pela rue de la Ferronerie. Aproveitou-se da confusão causada por uma carroça de feno para golpear com duas facadas o lado do corpo do soberano, que morreu sem dar um grito.

## Restos mortais
A cabeça do seu corpo embalsamado foi perdida após revolucionários saquearem a Basílica de Saint-Denis e profanarem o seu túmulo em 1793. Uma cabeça embalsamada, atribuída a Henrique IV, passou por vários colecionadores particulares desde então. O jornalista francês Stephane Gabet seguiu as pistas e encontrou a cabeça no sótão de um cobrador de impostos aposentado, Jacques Bellanger, em janeiro de 2010. De acordo com Gabet, um casal comprou a cabeça num leilão em Paris, no início de 1900, e Bellanger a comprou da esposa em 1955.
Em 2010, uma equipa multidisciplinar liderada por Philippe Charlier, um examinador médico forense do Hospital da Universidade Raymond Poincaré em Garches, confirmou que era a cabeça perdida de Henrique IV, tendo utilizado uma combinação de técnicas antropológicas, paleopatológicas, radiológicas e forenses. A cabeça tinha uma cor marrom clara, em excelente estado de preservação. Uma lesão pouco acima da narina, um furo no lóbulo da orelha direita, indicando a utilização de um brinco por um longo período, e uma ferida facial cicatrizada, que Henrique IV teria sofrido depois de uma tentativa de assassinato, estavam entre as marcas que identificaram a cabeça. A datação por radiocarbono deu uma data de entre 1450 e 1650, que se encaixa no ano da morte de Henrique IV, em 1610. No entanto, a equipa não foi capaz de recuperar as sequências de DNA mitocondrial da cabeça, e por isso não foi possível fazer a comparação com outros restos do rei e com seus descendentes.
A cabeça foi enterrada na Basílica de Saint-Denis, após uma missa e um funeral nacional em 2011. Em 12 de fevereiro de 2013, uma constituição do rosto do rei foi recriada e mostrada ao público.

## Casamentos e Descendência

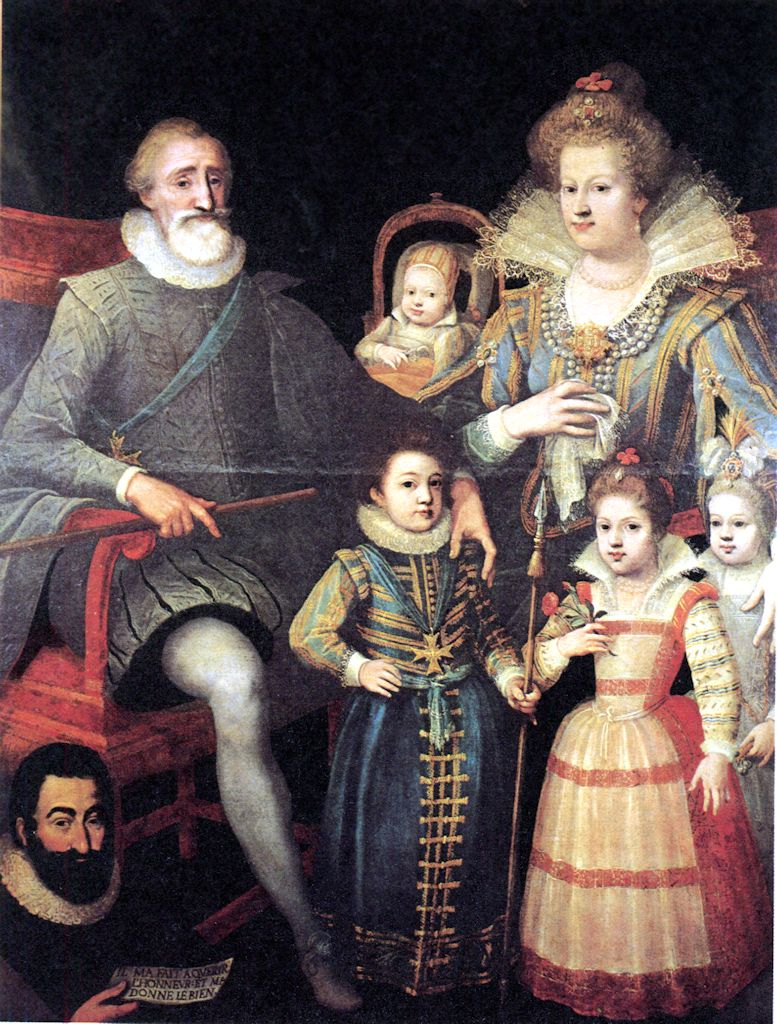
Henrique IV, a família real e Fouquet de Varenne, 1607

Em 18 de agosto de 1572, Henrique se casou com sua prima em segundo grau, Margarida de Valois; seu casamento sem filhos foi anulado em 1599. Seu casamento subsequente com Maria de Médici em 17 de dezembro de 1600 produziu seis filhos:
- Luís XIII de França (27 de setembro de 1601 – 14 de maio de 1643), sucedeu se pai como rei da França. Casou-se com a infanta Ana da Áustria, com descendência;
- Isabel da França (22 de novembro de 1602 – 6 de outubro de 1644), casou-se com Filipe IV de Espanha, com descendência;
- Cristina da França (10 de fevereiro de 1606 – 27 de dezembro de 1663), casou-se com Vítor Amadeu I, Duque de Saboia, com descendência;
- Nicolau Henrique, Duque de Orleães (16 de abril de 1607 – 17 de novembro de 1611), morreu na infância;
- Gastão, Duque de Orleães (25 de abril de 1608 – 2 de fevereiro de 1660), casou-se pela primeira vez com Maria de Bourbon, com descendência. Casou-se pela segunda vez com Margarida de Lorena, com descendência;
- Henriqueta Maria de França (25 de novembro de 1609 – 10 de setembro de 1669), casou-se com Carlos I de Inglaterra, com descendência.

### Descendência ilegítima
Teve várias amantes, tendo sido talvez o soberano mais promíscuo da história da França. Educava os filhos juntos, legítimos e bastardos, em Fontainebleau e dava-lhes a atenção negada pela rainha. Além das mães de seus bastardos, abaixo, houve ainda:
- Diane d'Andouins (1554-1620) condessa de Guiche;
- Françoise de Montmorency (nascida em 1563) Baronesa de Fosseux, chamada Fosseuse;
- Corisande, condessa de Grammont, chamada la belle Corisande;
- Carlota Margarida de Montmorency (nascida em 1595), filha de Louise de Budon e do condestável de Montmorency, casada em 1609 com o Príncipe de Condé, filho de Carlota de La Trémoille (1568-1629) e de Henrique II de Bourbon, Príncipe de Condé, pais do Grand Condé e de Armando de Bourbon (1629-66), Príncipe de Conti;
- Catherine de Verdun, aos 22 anos, religiosa na abadia de Longchamps, a quem o Rei deu o priorado de St-Louis de Vernon;
- Claude de Beauvilliers, abadessa de Montmartre, filha de Claude II de Beauvilliers, Conde e depois Marquês de Saint-Aignan, e de Marie Babou de la Bourdasière (cuja irmã Françoise era casada com Antoine d’Estrées, sendo portanto mãe de Gabrielle d´Estrées). Em 1590, quando sitiou Paris, o rei fez colocar os canhões na colina ou butte Montmartre e se alojou na abadia, onde teria acontecido entre ele e a abadessa (a 37a.), o que nunca poderia acontecer. Soldados e as monjas imitaram o rei e a abadessa e os parisienses, irritadíssimos, chamaram a abadia de magasin des putains de l’armée. Costumava depois recebê-la no castelo de Madrid, no Bois de Boulogne.

Outros filhos bastardos:
- De mãe desconhecida:
  - Maria (1571-1600), bastarda de Bearn, casada com Daniel Dupouy, senhor de Portes;
  - Joana (1572-?) bastarda de Bearn.
- De Catarina Henriqueta de Balzac d’Entragues, Marquesa de Verneuil (1579-1633):
  - Gastão Henrique, Duque de Verneuil (1601-1682);
  - Gabriela Angélica de Bourbon, Mademoiselle de Verneuil (1603-1627).
- De Jacqueline de Bueil, Condessa de Moret (1589-1652):
  - António de Bourbon, Conde de Moret (1607-1632), legitimado em 1608.
- De Charlotte des Essarts, Condessa de Romorantin (1580-1651):
  - Joana Batista de Bourbon (1608-1670), legitimada em 1608, abadessa de Fontevrault;
  - Maria Henriqueta de Bourbon (1609-1629) foi feita abadessa de Chelles.
- De Gabrielle d'Estrées:
  - César de Bourbon, Duque de Vendôme, (1594-1665), príncipe francês, legitimado em 1595;
  - Catarina Henriqueta de Bourbon, Mademoiselle de Vendôme (1596-1663), legitimada em 1597, casou com Carlos II de Lorena, Duque de Elbeuf (1596-1657);
  - Alexandre, cavaleiro de Vendôme (1598-1629), Chevalier de Vendôme, Prior de Malta ou de França (grand prieur de Malte ou France) e abade de Marmoutier, legitimado em 1599.

- Commons
- Wikiquote